# Chasséstraat
De Chasséstraat is een straat in het Amsterdamse stadsdeel West. De straat kreeg zijn naam in 1922, kort na de annexatie van de gemeente Sloten in 1921, waarin deze straat voordien lag (onder de naam Rijnstraat). De naam verwijst naar de luitenant-kolonel in het Bataafs Legioen David Hendrik Chassé (1765-1849).
De bebouwing aan de Chasséstraat dateert uit de periode 1914-1927.
De straat begint aan de zuidkant aan de Baarsjesweg.
In het midden wordt de straat gekruist door de Van Kinsbergenstraat. Vroeger was daar een lagere school (op de onderste verdieping) en een MULO (de Nassauschool) op de bovenste twee verdiepingen. Nu is in het gebouw de 10e Montessori School gevestigd.
Het noordelijke eind van de straat komt uit op de Admiraal de Ruijterweg.
Tussen de twee doodlopende zijstraten, de Jacob van Wassenaar Obdamstraat en de Kortenaerstraat, bevindt zich de niet langer als zodanig gebruikte rooms-katholieke Chassékerk van 1927. Na jaren van overleg tussen het Bisdom Haarlem en de gemeente Amsterdam is besloten het kerkgebouw te behouden en er een gymzaal en sociale woningen in te vestigen.
In 2007 is een ontwerp gemaakt voor de verbouwing van de kerk en de herinrichting van het ervoor liggende plein dat nu vernoemd is naar de letterkundige Kees Fens, die zijn jeugd in de Chasséstraat doorbracht en er veel over geschreven heeft. In 2017 opende in de voormalige kerk de Chassé Dance Studios, met behalve dansstudios een Grand Cafe en een gym/theaterzaal. De naam Chassé verwijst met deze bestemming niet alleen naar de straatnaam, maar ook naar de gelijknamige danspas. 